# Ronde van Italië 2025/Zevende etappe
De zevende etappe van de Ronde van Italië 2025 vond plaats op 16 mei. De Spanjaard Juan Ayuso won na een late aanval bergop en behaalde zo zijn eerste zege in een Grote Ronde.

## Parcours
Vanuit de start in Castel di Sangro liep de weg direct omhoog richting Roccaraso, een beklimming van de derde categorie. Na een lange afdaling en een tussensprint in Sulmona moesten twee beklimming van de tweede categorie worden gedaan: de Monte Urano en de Vado della Forcella. Na een nieuwe tussensprint in Ovindoli en een Red Bull kilometer in Tagliacozzo wachtte de slotklim (eerste categorie) naar Marsia.

## Koersverloop
Meteen na de officiële start vielen meerdere renners aan maar niemand geraakte meteen weg. Lorenzo Fortunato won de eerste bergpunten van de dag waarna er een aanval van Jay Vine. Hierna werd er een vlucht gevormd met Manuele Tarozzi, Nicolas Prodhomme, Gianmarco Garofoli, Alessandro Tonelli en Christian Scaroni. Hierna reden Paul Double en Gijs Leemreize nog naar de vlucht toe. Zij vormden samen de vlucht van de dag. Tonelli pakte de sprintpunten in Sulmona. De Brit Paul Double won de bergpunten in Monte Urano.
De Brit won ook de volgende bergpunten bovenop de Vado della Forcella. In de daarop volgende tussensprint won Alessandro Tonelli de punten. In de RB Sprint in Tagliacozzo werd gewonnen door Manuele Tarozzi. Op vijf kilometer van de streep werden de overgebleven vluchters weer gegrepen. In de laatste kilometer kwam er een aanval van Giulio Ciccone met Richard Carapaz in zijn wiel. Daarna volgde nog aanvallen van Egan Bernal gevolgd door Isaac Del Toro maar toen Juan Ayuso aanging bleef hij voorop. Hij won voor del Toro en Bernal.

## Uitslagen
| Castel di Sangro – Marsia (168 km) |                 |                         |          |
| Plaats                             | Naam            | Ploeg                   | Tijd     |
| Winnaar                            | Juan Ayuso      | UAE Team Emirates-XRG   | 4u20'25" |
| 2                                  | Isaac Del Toro  | UAE Team Emirates-XRG   | + 4"     |
| 3                                  | Egan Bernal     | INEOS Grenadiers        | z.t.     |
| 4                                  | Primož Roglič   | Red Bull-BORA-hansgrohe | z.t.     |
| 5                                  | Giulio Ciccone  | Lidl-Trek               | z.t.     |
| 6                                  | Antonio Tiberi  | Bahrain Victorious      | z.t.     |
| 7                                  | Damiano Caruso  | Bahrain Victorious      | z.t.     |
| 8                                  | Richard Carapaz | EF Education-EasyPost   | z.t.     |
| 9                                  | Max Poole       | Picnic PostNL           | + 8"     |
| 10                                 | Michael Storer  | Tudor                   | z.t.     |
|                                    |                 |                         |          |
| 17                                 | Thymen Arensman | INEOS Grenadiers        | + 14"    |
| 56                                 | Laurens Huys    | Arkéa-B&B Hotels        | + 5'09"  |

| Algemeen klassement |                       |                         |           |
| Plaats              | Naam                  | Ploeg                   | Tijd      |
| Roze trui           | Primož Roglič         | Red Bull-BORA-hansgrohe | 24u32'30" |
| 2                   | Juan Ayuso            | UAE Team Emirates-XRG   | + 4"      |
| 3                   | Isaac Del Toro        | UAE Team Emirates-XRG   | + 9"      |
| 4                   | Antonio Tiberi        | Bahrain Victorious      | + 27"     |
| 5                   | Max Poole             | Picnic PostNL           | + 30"     |
| 6                   | Michael Storer        | Tudor                   | + 33"     |
| 7                   | Brandon McNulty       | UAE Team Emirates-XRG   | + 34"     |
| 8                   | Mathias Vacek         | Lidl-Trek               | + 37"     |
| 9                   | Simon Yates           | Visma \| Lease a Bike   | + 39"     |
| 10                  | Richard Carapaz       | EF Education-EasyPost   | z.t.      |
|                     |                       |                         |           |
| 22                  | Thymen Arensman       | INEOS Grenadiers        | + 2'08"   |
| 85                  | Fabio Van den Bossche | Alpecin-Deceuninck      | + 25'04"  |

1e etappe ·
2e etappe ·
3e etappe ·
4e etappe ·
5e etappe ·
6e etappe ·
7e etappe ·
8e etappe ·
9e etappe ·
10e etappe ·
11e etappe ·
12e etappe ·
13e etappe ·
14e etappe ·
15e etappe ·
16e etappe ·
17e etappe ·
18e etappe ·
19e etappe ·
20e etappe ·
21e etappe
Startlijst · Eindstanden · Afbeeldingen